# 日本翻訳大学院大学
日本翻訳大学院大学（にほんほんやくだいがくいんだいがく）は、株式会社栄光により2006年4月に東京都千代田区に開学を予定していた株式会社立の専門職大学院大学の名称。

## 概要
専門職課程の翻訳研究科英語翻訳専攻のみを設置予定だったが、文部科学省から認可されなかった。なお、株式会社栄光が同年に開学を申請していた日本教育大学院大学は認可されており開学している。